# Histoire de Fondettes

Le blasonnement de Fondettes

L'histoire de Fondettes, une commune française d'Indre-et-Loire, se déploie sur plusieurs millénaires, depuis le néolithique. L'exploration archéologique révèle, à la fin de l'âge du fer, une occupation permanente du site sous la forme d'une agglomération fortifiée, l'oppidum de Montboyau. Plusieurs structures, dont un pont construit à l'époque gallo-romaine et quatre villæ érigées au cours de la période tardo-antique, montrent la continuité de l'utilisation de ce territoire tourangeau. Au Moyen Âge, la paroisse de Fondettes, fondée autour de l'an mil, est un fief de faible importance, qui relève successivement de plusieurs seigneuries, notamment celle du comte d'Anjou Foulques Nerra, puis celle des Maillé et enfin celle de Martigny. La paroisse fondettoise connaît pendant la Renaissance la confrontation entre les ligueurs et les troupes d'Henri IV, puis à la fin de la période moderne, au XVIIIe siècle, en 1774, une révolte populaire de subsistance. En 1790, la petite paroisse tourangelle, dont la population atteint alors près de 2 000 habitants, fait l'objet d'un changement de statut et devient une commune. Sur ce même plan, 1805 marque également un tournant puisque le territoire de Vallières est alors intégré à celui de Fondettes.
Située sur la rive droite de la Loire, Fondettes est profondément marquée par la présence du fleuve, tant par son relief que par sa géologie et son environnement. À cet effet, l'histoire de la petite cité tourangelle est associée à cet axe fluvial, puisqu'une activité de batellerie, initiée au XVIe siècle par la construction d'un premier port à l'embouchure de la Choisille, un affluent de la Loire, s'y est développée au cours des trois siècles suivants, avec l'installation de trois autres ports sur les bords de Loire. Toutefois le transport fluvial à Fondettes a cessé d'exister vers la fin du XIXe siècle et une voie de communication ferroviaire lui succède à partir de 1907. L'histoire de la commune est également étroitement liée, en termes économiques, démographiques et administratifs, avec la ville de Tours, distante d'environ 6 km.

## Préhistoire

Sites archéologiques de Fondettes, de la Préhistoire au Moyen Âge.
Préhistoire et Protohistoire
Antiquité
Moyen Âge

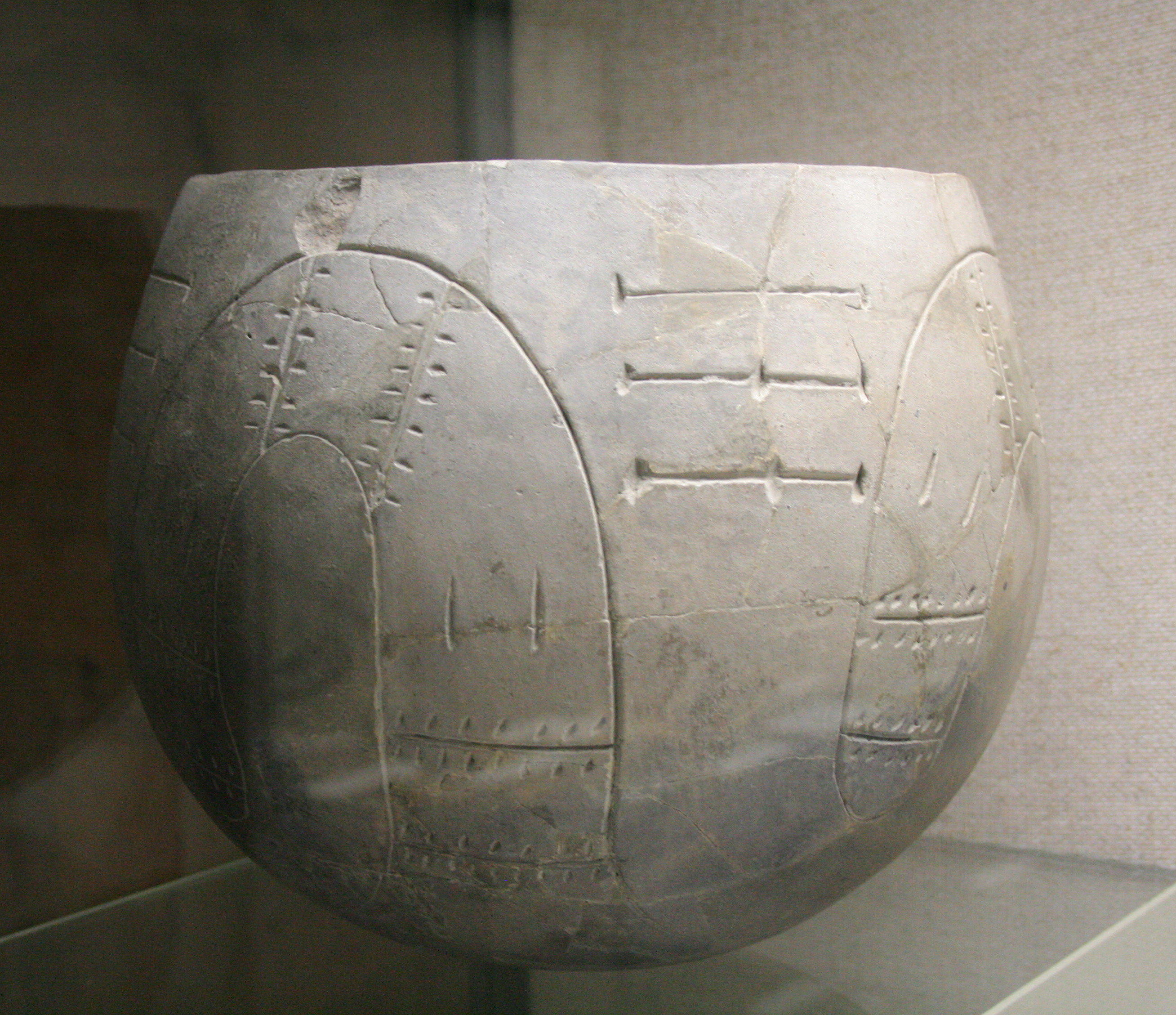
Vase en céramique rubané comparable à ceux mis au jour à Fondettes (Musée universel de Marbourg).

Une présence humaine est attestée durant le Néolithique sur le territoire de Fondettes, à l'instar de nombreux sites proches de la Loire moyenne, soit une aire correspondant à la région naturelle du Val de Loire. Quelques artefacts, tels un fragment de vase en céramique de type rubané à large panse ou un bol de forme approximativement circulaire, trouvés près de l'« île de Quiquengrogne » (1), témoignent de cette présence préhistorique,.
D'autres objets en céramique datés du Néolithique « moyen I » (entre 4 500 et 4 000 av. J.-C.) ont été découverts sur les sites du port Vallières-ouest (2) et du port Foucault-sud (3), aux marges méridionales de Fondettes. Ces tessons de vase, dont certains avec une anse, ont été mis au jour à l'occasion d'opérations de dragage de la Loire,. Ils sont attribués à la culture du groupe dit de « Chambon », à l'exception d'un fragment peut-être attribuable au groupe de « Cerny ». Ils se caractérisent par des motifs nervurés en forme de « sourcil ».
Les ruines d'un dolmen, dont les blocs ont été soumis à une destruction, ont été mises en évidence au lieu-dit des « Brosses », à proximité des vestiges de l'aqueduc de Luynes, vers la fin du XIXe siècle. En outre, un second dolmen, également ruiné, a été fortuitement mis au jour en 1894 par un agriculteur, sur un arpent de terre établi non-loin du hameau de Tréché, au nord-ouest du centre-bourg,. Les restes de cette structure mégalithique, affectaient alors l'aspect d'un amas de poudingues à caractère siliceux. Ces blocs de pierres auraient été partiellement réemployés dans la construction de chaussées. Lors de leur découverte, les vestiges du dolmen dit « des Maumons » étaient associés à un mobilier composé d'une hache taillée dans une meulière de type lacustre et de couleur jaunâtre ; de 3 haches polies mesurant respectivement 132, 61 et 52 millimètres de long ; de 25 tessons de poterie ; de 15 lames faites de silex ; ainsi que de quatre fragments de bois de cerf, le tout retrouvé placé sous les blocs mégalithiques,.
Enfin, des investigations archéologiques ont révélé une cavité souterraine, également habitée au Néolithique. Dans cette grotte, les fouilles archéologiques ont permis d'exhumer des brachycrânes, c'est-à-dire des boîtes crâniennes dont la partie frontale est sensiblement aplatie.

## Protohistoire
Un tumulus, mis en évidence au nord du lieu-dit de Beaumanoir, témoigne d'une occupation du site vers la fin de l'âge du bronze ou au début de l'âge du fer. Cette éminence artificielle forme une « motte » circulaire d'un diamètre de 10 mètres, qui s'élève sur 3,50 mètres.

### L'oppidumde Montboyau
L'oppidum de Fondettes, également connu sous le nom d'oppidum de Montboyau (4) ,,,, est localisé à l'extrémité sud-est de la commune de Fondettes,. Cet habitat protohistorique est protégé par des fortifications en éperon barré. Le site, daté de la période laténienne, fait l'objet de fouilles dès le XIXe siècle,, permettant d'établir qu'il s'agit, au cours du second âge du Fer, de l'une des trois agglomérations secondaires de la civitas (ou territoire-cité) du peuple gaulois des Turones, dont la capitale à la même époque aurait été, selon Jean-Mary Couderc et Jean-Marie Laruaz,
l'oppidum dit des « Châtelliers », une agglomération d'une cinquantaine d'hectares implantée sur l'actuelle commune d'Amboise,. Cette dernière est remplacée, à l'époque gallo-romaine, par Cæsarodunum, l'actuelle ville de Tours,. Le site protohistorique de Fondettes, qui se présente sous la forme d'un triangle de 430 m face est sur 470 m face sud, occupe une superficie totale d'environ 11 ha. Il surmonte un vaste éperon rocheux dominant le point de confluence de la Choisille et de la Loire,,. L'oppidum de Montboyau est entouré par une imposante levée de terre mesurant 20 mètres de large sur 364 mètres de long,. Cette première enceinte fortifiée est doublée d'un fossé de 7 mètres de dénivelé,.

### Le dépôt de Beaumanoir

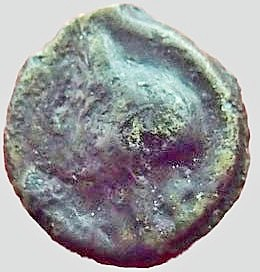
Potin à tête diabolique, comparable à ceux retrouvés sur le site de Beaumanoir.

Environ mille pièces de monnaie gauloise ont été trouvées dans les années 1950 à Beaumanoir (5), un lieu-dit légèrement excentré au sein de l'ancienne agglomération secondaire,, dont 494 potins dits « à tête diabolique », (ou « diabolinte »), accompagnées d'une fibule, à l'intérieur d'un vase,. Les effigies gravées sur leurs avers indiquent qu'elles appartenaient à trois peuples gaulois distincts : les Senones, les Bituriges Cubii et les Carnutes,. Il est possible que ce trésor ait été enfoui au début de l'an 51 avant notre ère, par des Carnutes contraints de se disperser hors de leur civitas lors de l'arrivée des légions de Jules César venues hiverner.
En outre, associés au gisement de monnaies retrouvé au pied du site de « Beaumanoir », ont été mis en évidence 10 anneaux, d'un diamètre compris entre 11 et 30 mm, et 5 boucles, le tout fabriqué en bronze. Parmi ces 5 boucles, dont deux en forme de double ellipse, une seule avait conservé son ardillon. Ce même dépôt a également livré de nombreux disques perforés, les uns décorés de picots en triangle, d'autres, biconvexes ou biconcaves, ornés de motifs striés. L'ensemble de ces objets, dont l'identification a permis de les apparenter à des trouvailles du même type effectuées à Coulongé, à Orléans ou encore à Chalonnes-sur-Loire, ont été confectionnés à partir de plomb. Au contraire de différents gisements mis au jour, la présence de ces disques perforés ne semble pas être liée à un artisanat textile d'époque protohistorique. En revanche, ces derniers, à l'exemple d'une amulette, seraient plus probablement destinés à « protéger » leurs porteurs. Enfin, parmi les éléments composant le dépôt de Beaumanoir, les fouilleurs ont exhumé 5 roues en bronze, dont deux ayant trois rayons, une forme concave et un pourtour dentelé, tandis que les trois autres sont strictement circulaires, avec 5 rayons ; ainsi qu'un objet avec un manche à l'extrémité trouée et une lame en forme de flèche (peut-être un grattoir ou un couteau), fait en bronze, et dont la vocation, à l'instar des disques troués, se révèle votive.

### Les établissements laténiens ruraux
D'autres établissements de taille plus modeste dits « ruraux »), attribués à la fin période laténienne, tels que celui de « La Limougère » (6), situé au nord de la ville de Fondettes, ont été révélés lors de récents chantiers archéologiques,,.
Dans le cas de « La Limougère », les structures d'enceinte, ayant une forme d'enclos, pourraient avoir été construites dans le but de protéger des édifices à usage domestique,. Cette hypothèse peut être corrélée avec la mise en évidence d'un imposant mobilier au sein des fossés délimitant les marges méridionales du site, mais également avec l'exhumation d'un poteau placé au niveau de l'accès d'une cour interne,.
Les restes palynologiques recueillis sur le site laténien de « La Limougère » révèlent que son aire centrale est destinée aux différentes étapes de conservation des récoltes, tels que le grillage et le stockage,.
En outre, selon Mathieu Gauthier, le faible nombre de pièces archéologiques découvertes sur l'aire septentrionale de « La Limougère » suggère que cette zone pourrait avoir été dévolue à la mise en enclos du bétail,.
À Fondettes, le second âge du fer est également marqué par l'établissement de structures rurales destinées à servir de lieux de vie. Ces habitats, attribués sur une période s'échelonnant entre La Tène B et C (ou La Tène moyenne et finale), se révèlent étroitement associés à des activités artisanales. L'existence de ces dernières, principalement liées au travail du textile, comme le filage et le tissage, mais également à la métallurgie (fabrication d'objets en bronze et en fer), est confirmée par la mise évidence de pièces telles que des fusaïoles, des pesons, des scorie ou encore des moules faits de terre cuite.

## Antiquité

### À l'époque des voies et des ponts gallo-romains

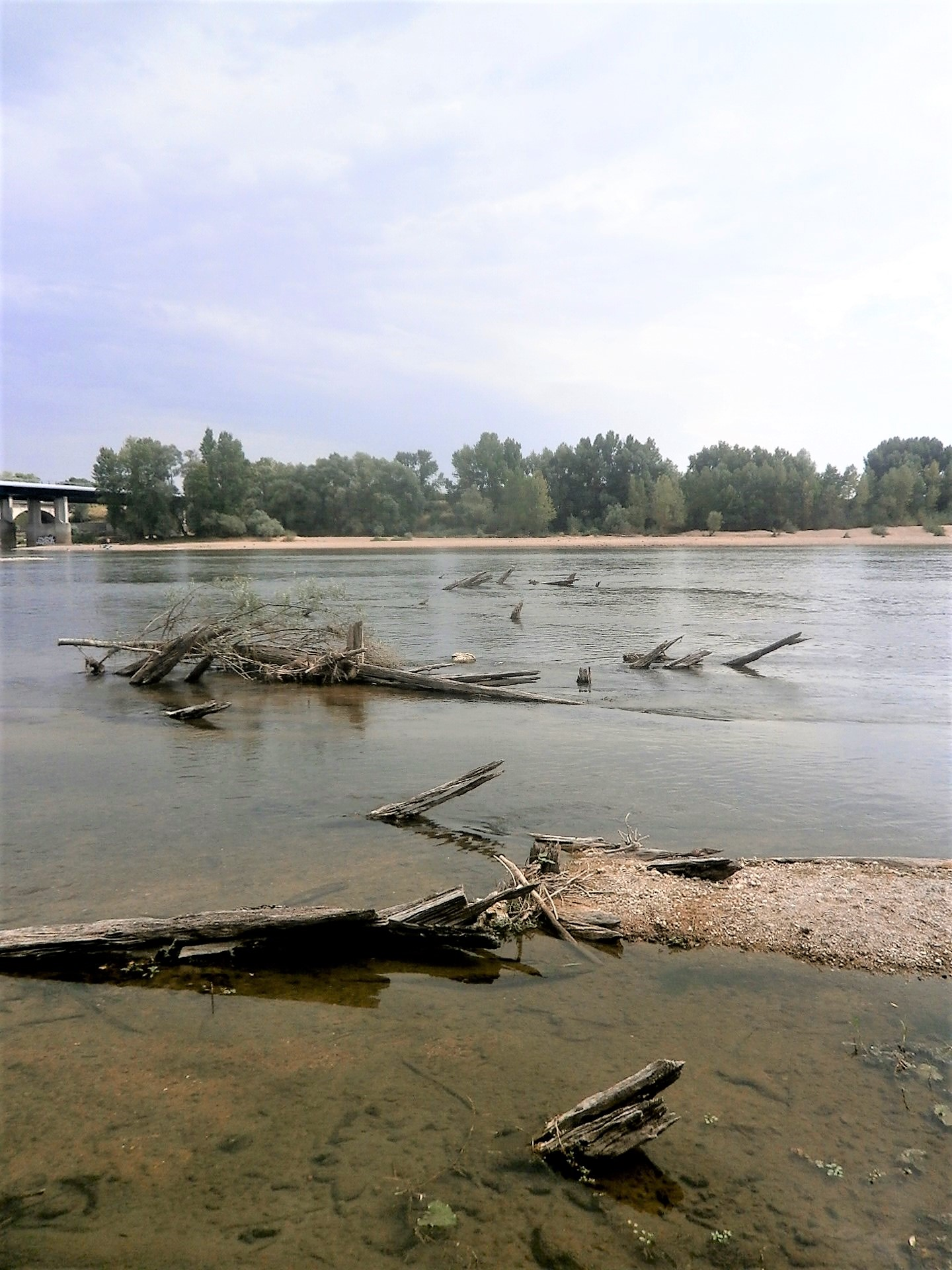
Pieux, vestiges du pont antique franchissant la Loire, ici à Fondettes.

Une route d'époque antique, une via romana, reliant Vindunum (actuelle ville du Mans) à Limonum (Poitiers), traversait le « Port-de-la-Guinière », à l'extrémité sud-est de Fondettes. Cet itinéraire gallo-romain, d'axe nord-sud, traversait la Loire pour rejoindre le lieu-dit de « Port-Cordon », également connu sous le nom de Port-Maillé, en contrebas du château de Luynes.
Au niveau méridional du site fondettois, le tracé de cette route se matérialisait par un pont (8), construit au cours de l'Antiquité, lequel passait probablement au pied de l'oppidum de Montboyau,. Cet ouvrage d'art gallo-romain, qui aurait possiblement succédé à un autre pont d'époque protohistorique, se révèle être l'une des portions de la route reliant Poitiers au Mans, juste au point de croisement avec la voie antique menant à Angers, laquelle suit le tracé de la Loire. Le pont antique de Fondettes, relativement semblable à celui de Pontoux, dans le département du Doubs, est doté d'une infrastructure de type « intermédiaire », ses piles se présentant par assemblage de caissons composés de pierres non-équarries alternant avec des madriers placés à l'horizontale, le tout consolidé par des pieux verticaux.
Un cartulaire de 1272, afférant au prieuré fondettois de Lavaré, et émis par l'abbaye de Marmoutier, fait état d'un carrefour, entre deux voies d'époque gallo-romaine. L'un de ces itinéraires antiques reliait Cæsarodunum (actuelle ville de Tours) à Vindunum (actuelle commune du Mans), et le second l'antique site Tourangeau à Juliomagus (l'ancien site d'Angers). Ce point de connexion, situé à proximité du bâtiment religieux, après avoir traversé le lieu-dit « Le Plessis d'Enfer », y est désigné comme le « chemin qui conduit au Serain ». Un cartulaire de l'abbaye de Marmoutier mentionne également cet itinéraire antique :

« In territorium de Lavare [...] in domibus sitis ultra chiminum per quod . »

— Charte de Marmoutier, 1272.

### Les habitats et structures domestiques
Au lieu-dit de « La Vermicellerie » (7) de récentes prospections archéologiques ont permis de révéler un site à vocation domestique utilisé à partir du Bas-Empire,. Cette ancienne zone d'habitat, dont l'occupation est attestée jusqu'aux Xe et XIe siècles, est associée à des vestiges de fours — au nombre de cinq — destinés à la cuisson des aliments. Ces fours à usage domestique ont été retrouvés légèrement à l'est des structures d'habitat.
Pour l'historien Pierre Audin, les terres de Fondettes sont, au cours de l'Antiquité, réparties entre trois principaux domaines : la villa de Charcenay, la villa de Martigny et la villa de Châtigny.
Le domaine de Charcenay, dont il ne demeure plus qu'un moulin, recouvrait probablement un espace compris entre la Choisille à l'est et l'itinéraire gallo-romain menant de Cæsarodunum et Vindunum à l'ouest et délimité par la vallée formée par la rû de Saint-Roch au nord et par la rive de la Loire au sud. La résidence du propriétaire de Charcenay, mentionnée en 914 sous les termes de « Carnaccum villa », a été dans un premier temps géolocalisée à proximité de la Choisille. À cet effet, exhumés à 100 m du château de la Plaine, des vestiges de murs, constitués de briques et de ciment appareillés, ont été identifiés comme s'agissant des substructions du lieu de vie gallo-romain. Cependant, les résultats obtenus lors d'autres fouilles, entreprises dans les années 1930, ont permis d'estimer que ce bâtiment d'habitation était plus probablement établi au lieu-dit de « Beaumanoir ». Le site de Beaumanoir, qui se trouve à 70 m d'altitude, sur le côté sud-ouest de l'éminence de Montboyau, a délivré des fûts de colonne et un fragment de colonnette faite de marbre.

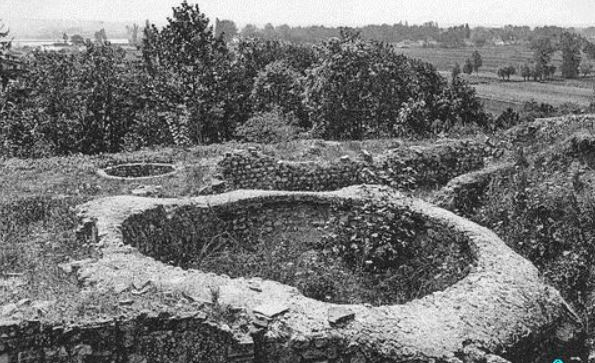
Vestiges du site gallo-romain de Châtigny.

La villa gallo-romaine de Châtigny (9), localisée au sud-ouest de la commune, a été identifiée vers la fin du XIXe siècle au sein des fondations du château éponyme par l'archéologue Charles de Beaumont,,. Les ruines de la villa, toujours visibles et dont les murs, construits en petit appareil, sont composés d'un assemblage de blocs en tuffeau, de cailloutis et de briques arasées, le tout jointé au moyen d'un mortier fait de tuileaux, ont été réemployées pour constituer une partie des soubassements de l'édifice de Châtigny,. En raison de certaines de leurs caractéristiques architecturales, en particulier leurs éléments de décoration, quelques historiens et spécialistes, tels qu'Alain Ferdière, estiment que ces structures sont probablement attribuables à l'antiquité tardive (IIIe siècle apr. J.-C.),. Par ailleurs, des fragments de céramiques sigillées, possiblement issues d'un atelier de poterie Turon, auraient été retrouvés dans l'enceinte de la villa au début des années 1970. Bien que ces tessons n'aient pas fait l'objet d'une étude et d'une identification approfondies, ils appartiennent probablement, selon Alain Ferdière, au groupe de céramique dit du « Centre-Ouest ». Les vestiges d'un second bâtiment, situé à l'est de la villa et dont les maçonneries sont encore apparentes, ainsi que les ruines d'un complexe thermal composé d'une piscine, d'un bassin externe de forme octogonale, d'un hypocauste, et de sols agrémentés de mosaïque, ont été révélés à l'ouest de la cour du château,,. Châtigny n'est mentionné qu'à partir du IXe  et début du  Xe siècle — en 862, 920 et 922 — sous la forme latine de Catiniacus, son toponyme devenant Casatanetus en 938,.
Établie à 2 km au nord de Châtigny, une quatrième villa, localisée sur le quart nord-ouest du territoire de Fondettes, au niveau du hameau de Tréché, lieu dont le toponyme aurait évolué du terme gaulois Triccos au nom romanisé Triccius, puis en Tricciacus, aurait été probablement fondée sous l'Antiquité tardive,,,,. Cet autre établissement gallo-romain, de plus petite taille que celui de Châtigny et dont il pourrait être une dépendance, a notamment délivré un fragment de colonnette confectionné en marbre blanc et de pièces décoratives de meubles,,.
Enfin, localisé à 2 km de Châtigny, à la périphérie du territoire communal et au nord-ouest du centre-bourg, le domaine gallo-romain de la Bodinière se présente sous la forme d'un espace carré d'une superficie d'environ 2 000 m2. Trois ensembles de bâtiment, chacun disposé à un angle de l'aire d'extension de la Bodinière, ont été mis en évidence lors de fouilles de terrain et de prospections aériennes. De ces bâtiments, il ne subsiste que les structures (faites « en dur ») constituant leurs fondations. Disposé en position quasi-centrale de ces constructions, distantes de 150 m les unes des autres, un fossé-dépotoir a été révélé grâce à un sondage d'exploration. Se développant à 30 m au sud de la villa de la Bodinière un chemin de 2,5 m de large a été identifié. La chaussée de cette « voie privée », encadrée par deux fossés destinés au drainage, se compose d'un empierrement de conception gallo-romaine. La présence de fragments de tegulæ et d'un tesson de céramique noire, retrouvés dans les fondations de la chaussée, permettent de corroborer l'époque de construction de la voie.

## Moyen Âge

### Les établissements ruraux
Concernant l'époque mérovingienne (Haut Moyen Âge), peu de sources ou d'indices matériels peuvent attester d'une occupation permanente et significative sur le site fondettois, à l'exception d'une bague, qui a été trouvée en 1902, au lieu-dit de Tréché.
Toutefois, à environ 1 km en axe nord-est du centre de la commune et à 2 km des limites de son plateau, aux lieux-dits « les Cochardières » (10) et « la Perrée » (11) (de 200 m un peu plus à l'est), a été localisé un complexe funéraire, associé à des structures domestiques, mais également agraires et artisanales, établies au cours des Ve et VIe siècles,. Cette implantation médiévale succède à une carrière de pierre calcaire, réaménagée en lieu de déposition datant de l'époque gallo-romaine. Le site se développe sur une surface de 6,6 ha et se trouve réparti sur 4 zones, chaque aire d'occupation disposant d'un d'habitat. Ces habitations, de petite taille, ont livré un matériel peu abondant. Ces indices suggèrent que ces infrastructures comportaient, au cours du Haut Moyen Âge, peu de résidents. Les bâtiments domestiques, dont la période d'usage se révèle relativement courte, sont chacun liés à des exploitations agricoles. Les prospections réalisées dans la partie nord du site des Cochardières ont permis d'exhumer des restes métallurgiques et des éléments issus de bas-fourneaux. La présence de ces pièces indiquent une probable production de type sidérurgique. Néanmoins, les morceaux de bas-fourneaux ayant été réemployés, la chronologie de ce complexe artisanal demeure imprécise. À « La Perrée », des fouilles menées en 2003 ont permis de révéler les vestiges d'un probable lieu d'habitation. Tandis que l'utilisation des structures de « La Perrée » est attribuable pour une période couvrant les IXe  et  Xe siècles, les habitats des Cochardières semblent quant à eux désaffectés à partir du Xe – XIe siècle.
La nécropole des Cochardières, dont la datation au 14C permet d'estimer son utilisation sur une période comprise entre le Ve  et le  VIIIe siècle, comporte une vingtaine de tombes à inhumation. L'organisation spatiale de ces sépultures, laissant apparaître un espace vide, montre que ce complexe funéraire s'est probablement constitué autour d'une voie d'époque gallo-romaine et dont l'extrémité aboutissait à la carrière de pierre calcaire. La plupart des défunts, de sexe masculin ou féminin, sont des individus ayant atteint l'âge adulte. Le rite funéraire, évoluant en parallèle du contexte chronologique, se révèle variable d'une sépulture à une autre. Ainsi, les plus anciennes, telle que la tombe « F 60 », attribuée au Ve siècle, ont délivré un cercueil coffré, tandis que d'autres, telle que la sépulture « F 71 », ont uniquement fourni une possible planche de bois. À l'exception de la sépulture « F 64 », qui contenait, lors de sa mise au jour, un objet d'apparat confectionné dans un alliage cuivreux, les mobiliers funéraires exhumés, présentent une composition relativement sobre (tessons de céramiques) ou sont absents,.
Le site dit de La Vermicellerie (7), sur les pentes de la Choisille, connaît une période de désaffection après son occupation protohistorique. Il est toutefois à nouveau habité à partir de la fin de l'Antiquité et jusqu'au Xe siècle sans discontinuer. Il a ainsi livré les traces d'un important fossé d'enceinte, creusé vers la fin du VIIIe siècle et implanté au nord de l'aire d'habitation, mais également de grandes fosses et des aménagements de terrasses sur les pentes, permettant une utilisation plus rationnelle de l'espace,.

### Martigny, unevillafondettoise érigée au Haut Moyen Âge

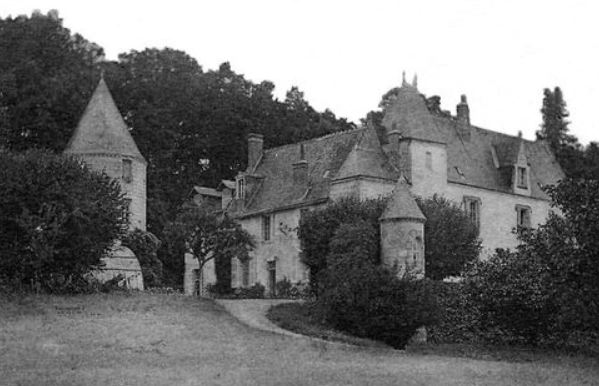
Le hameau de Martigny (ou « Grand Martigny »).

Fondettes, sous l'Antiquité tardive (ou période du Haut Empire), mais beaucoup plus probablement au cours du Haut Moyen Âge, est également marquée par l'existence de la villa de Martigny,. Mentionnée par Grégoire de Tours dans son  œuvre Gloria confessorum aurait probablement été érigée vers la fin du VIe siècle,. Toutefois, aucun indice matériel témoignant de l'existence du bâtiment domestique n'a été mis en évidence,. La villa, d'après les textes de l'évêque de Tours, s'étendait sur une aire géographique allant du ruisseau de la « Chantelouze » (ou « Chantelouse ») jusqu'à la voie gallo-romaine Tours-Le Mans. Sur un axe nord-sud, le domaine, au cours du VIe siècle, se déployait possiblement à partir de la frontière méridionale de Saint-Roch, pour finir, plus certainement, jusqu'à la Loire. Évoqué, à la même époque sous le nom de Martiniacus, terme probablement issu du patronyme Martinius, le territoire de Martigny aurait précédemment fait l'objet de l'implantation d'un oratoire sous l'impulsion de Martin de Tours. Après sa fondation, le domaine, qui trouve son emplacement au sein de l'ancien village de Martigny (12), ou Martigny-sur-Loire, est alors associé à une chapelle dédiée au culte de saint Martin,. Le hameau de Martigny, localisé sur les marges de Vallières, à une dizaine de kilomètres de Tours et qui sera ultérieurement absorbé par la commune de Fondettes, fait l'objet de mentions au sein de plusieurs diplômes (ou acte royaux) datés des IXe et Xe siècles,. Le village tourangeau est alors connu sous la forme latine de Martiniacum.
Le nom de Martigny, est également évoqué dans deux cartulaires ou chartes, lesquels sont probablement issus de l'instance religieuse de Marmoutier. Ces deux documents indiquent sa situation géographique :

« [...] villam cum capëlla in honore ejusdem sancti Martini dedicate, nomine Martiniacum, et mansile indominicato... cum cultura. [...] subtus praedictam capellam sita, ubi fuit olim brolius domini-eus et medietas de prato Luci, quodest trans Ligerim situm. »

— Charte du chapitre de Saint-Martin, 900-920, 76-9.
Vers le milieu du IXe siècle, en 847, l'abbé Amaury, diacre alors chargé de la gestion du patrimoine de Saint-Martin de Tours, fait don d'une manse au fief de Fondettes. Cette tenure, connue sous le nom latin de Martiniacum (ou « Martigny-sur-Loire »), se présente sous la forme d'une villa. Cette dernière était localisée au nord-ouest du territoire de Fondettes.

### Fondation de la paroisse et motte castrale

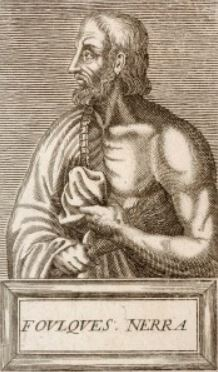
Foulques Nerra.

La création de la paroisse tourangelle pourrait dater du tournant des Xe et XIe siècles,.
L'historien Jean-Mary Couderc estime que cette dernière pourrait avoir été séparée de celle de Saint-Venant de Luynes à l'approche de l'an mil,,. Une première église, précédant celle de Saint-Symphorien et mentionnée sous les termes de Ecclesia de Fundeta, est édifiée à peu près à la même époque,.

Au début du XIe siècle, sur ordre de Foulques Nerra (dit « Foulques le Noir »), le site de Montboyau (4) fait l'objet d'une fortification. Une motte castrale est alors construite à l'extrémité sud-ouest de l'oppidum, en lieu et place de son rempart,. Cet ouvrage défensif médiéval, dressé à une hauteur avoisinant 10 mètres, se déployait sur une aire de 200 mètres de circonférence. En 1017, la motte castrale est surmontée d'un donjon dont la mise en œuvre architecturale se révèle relativement sommaire et peu couteuse : l'ouvrage consiste probablement en un assemblage de bois et exempte de tout élément pierreux. À cet effet, le comte de Blois menant alors une guerre de mouvement, l'établissement du castrum de Montboyau, comme ceux de Montbazon ou de Langeais, s'inscrit dans un contexte de stratégie militaire caractérisée par l'urgence et l'immédiateté. 

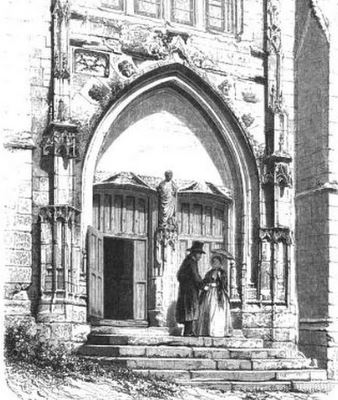
Le portail de l'église Saint-Symphorien, érigée au XIIe siècle.

En 1026, le castrum de Monboyau, alors assiégé par Eudes II, les troupes du comte d'Anjou affrontent celles du Liste des comtes de Blois au pied du site fondettois,.
Le domaine de Fondettes est, au cours des XIIe et XIIIe siècles, une tenure noble de faible importance, relevant de l'autorité des seigneurs de Maillé,, propriétaires du château de Luynes. C'est également pendant cette période que l'église de Fondettes est édifiée et devient le principal lieu de culte de la paroisse tourangelle,. Bien qu'il ait été antérieurement précédé par une autre église dédiée à la Sainte Vierge, un édifice disparu mais dont l'existence est néanmoins attestée par un cartulaire provenant de Marmoutier daté du XIe siècle, l'édifice religieux fondettois est, lors de sa fondation puis de son élévation, consacré au culte de saint Symphorien,.
Vers la fin Moyen Âge classique, en 1248, le fief de Fondettes, qui reste encore relativement mineur, passe sous le contrôle d'un vassal, Jean de Clérembault, chevalier faisant partie de la Maison de Maillé. À cette époque, le fief de Martigny, quant à lui, relève de l'administration de Marmoutier, cette dépendance se prologeant jusqu'au XVe siècle. À cet effet, durant ce siècle, l'abbaye tourangelle abandonnent les terres de Martigny, lesquelles passent alors aux mains de la famille Chauvin,. Les domaines de Fondettes et de Martigny tombent, dès lors que cette cessation de biens est effective, sous le droit de prééminence des seigneurs de Martigny,,. Les seigneurs de Martigny deviennent propriétaires du fief de Fondettes,.

## Époque moderne

### Au temps des guerres de religion
La fin de l'an 1570 est marquée par une importante crue ligérienne. Ainsi, le 7 décembre 1570, alors qu'une alerte avait été donnée par les cloches de l'église Saint-Symphorien deux jours auparavant, le cours de la Loire fait céder la digue construite au lieu-dit fondettois « La Berthellerie ».
En mai et juin 1572, le cœur de la paroisse est soumis à des incursions puis à un attentat perpétré par des brigands.

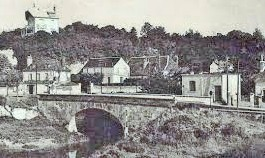
Le pont de La Motte entre La Riche et Fondettes.

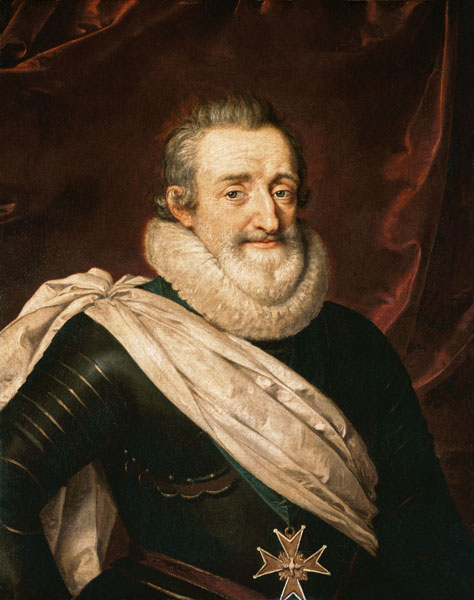
Henri IV, après les évènements l'ayant confronté aux ligueurs.

Vers la fin des années 1580, la Touraine, à l'instar d'autres provinces du royaume en proie à une guerre civile opposant les villes favorables à la Ligue avec celles partisanes du régime, connaît de nombreux affrontements,,. Au printemps 1589, lors de ces évènements, le pont de La Motte, ouvrage d'art franchissant la Loire entre La Riche et Fondettes, est le théâtre de plusieurs opérations. Ce pont, voie à valeur stratégique, est dans un premier temps l'objet du déploiement des soldats royaux ; puis, dans un second temps, il fait office de camp militaire pour les garnisons d'Henri de Navarre. La même année, en raison de l'avancée des troupes d'Henry IV, Gilles Duverger, le maire de Tours, commune particulièrement touchée par ces incidents et siège des ligueurs tourangeaux, se voit contraint de quitter son poste pour se réfugier à Vendôme et d'abandonner le domaine qu'il possédait à Fondettes (celui de Châtigny),,.

### Sous l'Ancien Régime puis la Révolution: de la paroisse à la commune
Aux mois de septembre et d'octobre de l'année 1607, une épidémie fait rage au sein de la population paroissiale. Une soixantaine d'années plus tard, en 1666, Fondettes, qui n'est encore qu'un fief, est la propriété de Joseph Louis Le Boucher,. Le 24 décembre 1667, une communauté appartenant à la confrérie du Rosaire, et dirigée par le prieur Florent Ranciat, un ecclésiaste Dominicain issu du couvent des Jacobins de Laval, vient s'implanter au sein de la paroisse,.
Vers la fin du XVIIe siècle, en raison d'une imposition très lourde, et d'une progressive délocalisation de ses manufactures, la paroisse de Fondettes, à l'instar de celle de Luynes, est laissée à l'abandon. Une missive rédigée par le contrôleur général des finances Cobert enjoignant Louis Béchameil de Nointel, alors responsable de l'intendance de Tours, à mettre tout en œuvre pour la réhabiliter. Ce document, daté du 23 janvier 1681, fait état d'un délabrement significatif des structures publiques fondettoises et d'une désaffection massive de ses habitants, partis s'installer à Tours. À Fondettes, au lieu-dit de Bois-Jésus, la fin du XVIIe siècle est également marquée par une incursion de loups.
Le 11 mars 1704, un important séisme, dont l'épicentre a été localisé en région Poitevaine, s'est répercuté jusqu'aux alentours de Bourges, dans le Cher,. À Fondettes, la propagation des ondes de ce séisme est attestée par neuf témoignages écrits, dont une inscription gravée sur le portail de l'église de Vallières,. Cette inscription apparaît sous les termes : « Ce 11 mars 1704 est arrivé un tremblement de terre sur les 4 heures du soir ». En 1711, soumis à un acte de vente, un domaine, le fief de Panchien, établi sur la paroisse voisine de Luynes, est démantelé. L'une de ses terres, la ferme de la Guignardière (ou Guignaudière), est alors transférée au territoire paroissial de Fondettes.

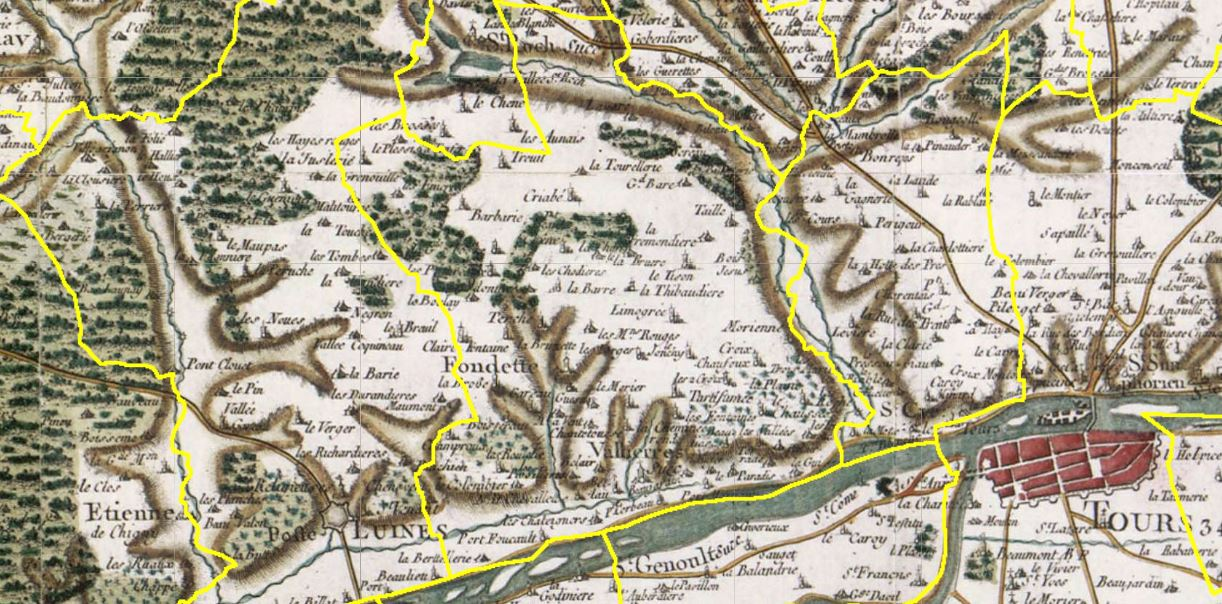
Fondettes, seconde moitié du XVIIIe siècle, sur la carte de Cassini.

Un document cartographique daté du XVIIIe siècle, indique qu'à cette époque la paroisse tourangelle est du ressort du Duché de Luynes.
Entre 1772 et 1775, en raison de l'accroissement du prix de certaines denrées alimentaires, notamment le pain, plusieurs émeutes et pillages se sont produits dans la capitale tourangelle ainsi que dans ses environs immédiats. L'un de ces mouvements de subsistance, mené par des villageois en arme et venant des paroisses de Fondettes, de Vallières et de Luynes, s'est déroulé entre le 19 et le 20 février 1774,.
Les cahiers de doléances établis à Fondettes en vue des États généraux de 1789 manifestent la volonté de donner à la paroisse un statut communal. Le peuple demande également une baisse des charges d'imposition, notamment de la taille, qui s'élevait alors à 16 598 livres,.
La transformation de paroisse en commune est réalisée en janvier 1790. Par ailleurs, cette création administrative, à l'instar de 316 autres communes, résulte de la mise en place du département d'Indre-et-Loire en application du décret du 26 de ce même mois. Jusqu'alors, autrement dit jusqu'à la chute de l'Ancien Régime, Fondettes relevait, en termes administratifs, de l'archidiaconé d'Outre-Loire et de l'archiprêtré de Tours,,.
En 1792, le territoire communal s'accroît grâce à l'incorporation du village de Martigny, l'ancienne Villa Martiniacum (ou Martignicum).

### Au temps de la batellerie

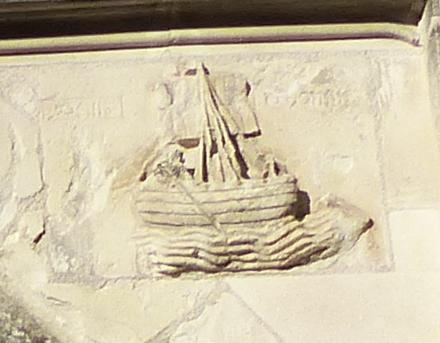
Bas-relief sur le portail de l'église de Fondettes, symbole des crues et de la batellerie ligérienne.

Bien que la Loire ne soit plus actuellement plus navigable, l'existence d'un ancien commerce de batellerie a été autrefois attestée sur les rives de Fondettes. Celui-ci débute au XVIe siècle. À cette époque, et jusqu'au XVIIIe siècle, la commune ne dispose que d'un seul port, connu sous le nom de « port de la Guignière » et administré par le chapitre de l'abbaye de Marmoutier, à Tours, et celui de la Clarté-Dieu, à Saint-Paterne, qui en perçoivent les revenus.
Au cours des XVIIIe et XIXe siècles, quatre aménagements portuaires sont attestés sur les rives de la petite cité tourangelle. La première de ces infrastructures, le « port de la Guinière », se situe en aval de l'embouchure de la Choisille. Ce port dispose d'une rampe d'accès en 1782. Il était également équipé de deux cales destinées au halage des navires de marchandises. L'une, à double rampe, présentait un haut-tablier, tandis que la seconde était pourvue d'un simple plan incliné. Mentionnée parmi d'autres structures portuaires ligériennes entre 1825 et 1862, « la Guignière » permettait l'accostage de bacs,. L'accostage de ce type d'embarcation à ce dernier port cesse toutefois vers le milieu du XIXe siècle.
Implanté légèrement plus en amont, au niveau du lieu-dit « le Grand Martigny », le port Corbeau était doté d'une simple cale dont l'existence est attestée entre la seconde moitié du XVIIIe siècle et les environs de 1850. À l'instar de la Guinère, la structure portuaire dite du Corbeau faisait également l'objet d'accostage de bac, permettant ainsi une liaison avec le port de « Grévioux » localisé à La Riche.
Les deux autres aménagements portuaires (port Vallières et port Foucault), ont été construits, pour l'un au lieu-dit de « Vallières » et pour l'autre face à l'île de Quinquengrogne. La structure portuaire de Vallières était pourvue d'une seule cale de mouillage.
L'activité de ces quatre infrastructures prend fin au cours du XIXe siècle, l'amoncellement de sédiments de type sablonneux ayant rendu impraticable l'accostage des bâtiments fluviaux.

Plans et cartes des anciens aménagements portuaires à Fondettes
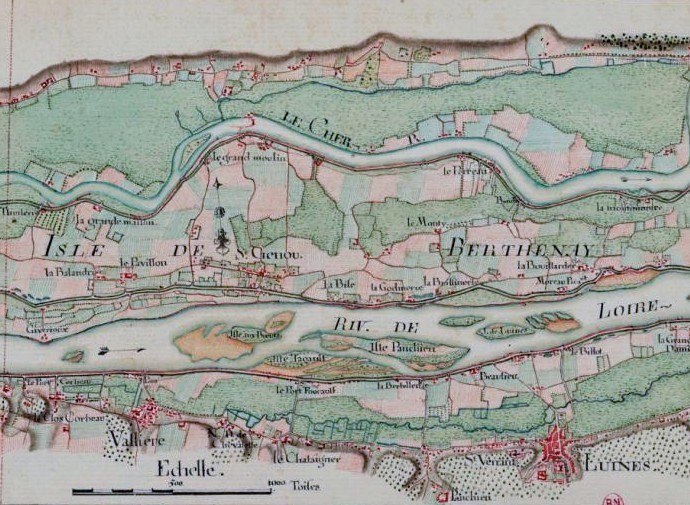
Extrait de carte : le port Corbeau et Foucault à Fondettes, en 1755[Note 26],[90].
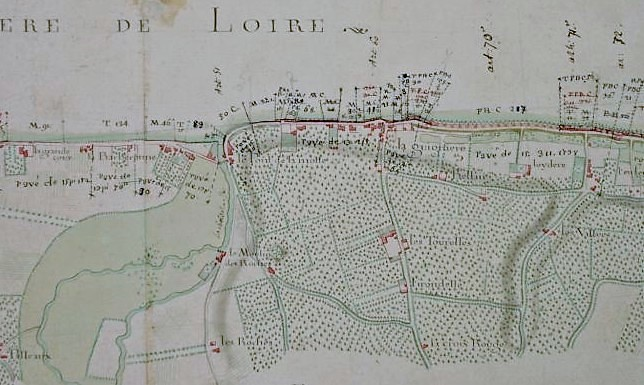
Plan du XVIIIe siècle av. J.-C.[Note 27],[91].
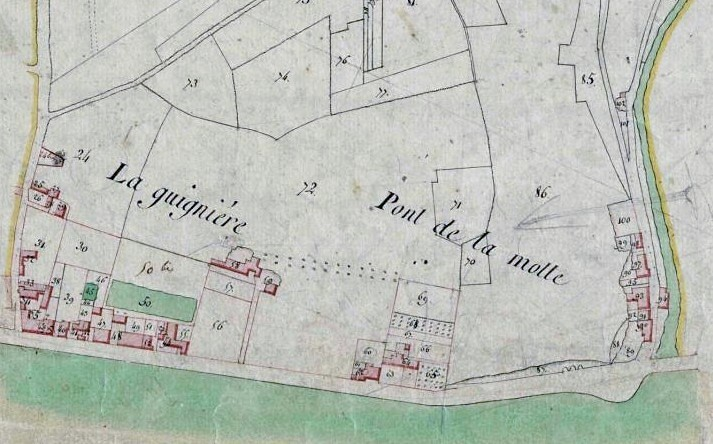
Plan de cadastre napoléonien, 1813[Note 28].
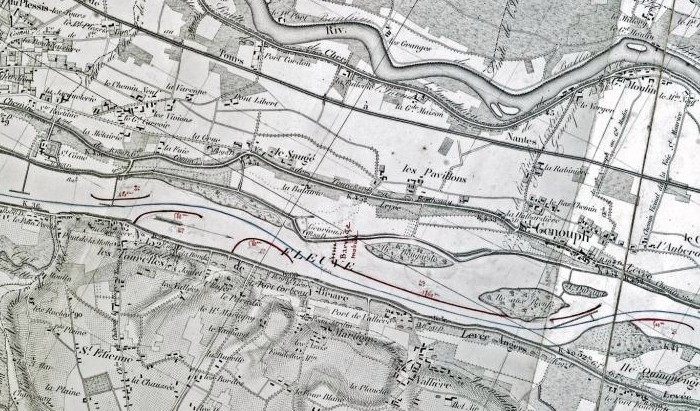
Carte établie en 1848-1858[Note 29].

## Époque contemporaine

### XIXesiècle

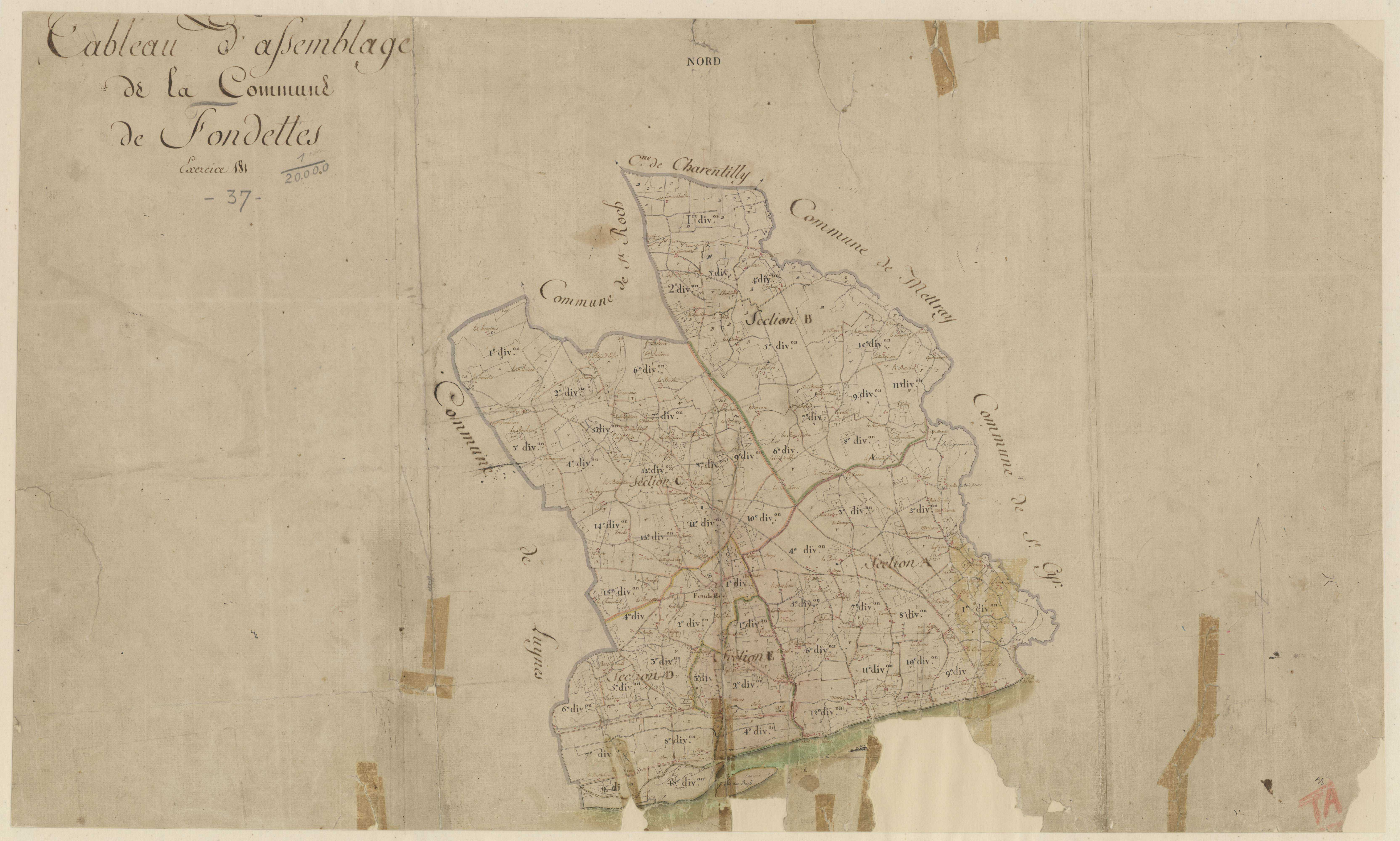
Plan cadastral napoléonien de Fondettes en 1813.

Au début de l'année 1805, soit plus précisément le 19 nivôse an XIII du calendrier révolutionnaire français, le site villageois de Vallières est rattaché à la commune de Fondettes. Selon l'historien Jean-Michel Gorry, cette fusion, outre un facteur de « simplification administrative », serait probablement liée à un manque de ressources économiques et un déficit démographique propres à la commune de Vallières. Mentionné sous le terme Valeria, dans un cartulaire datant du Xe siècle et rédigé par l'archevêque de Tours Téotolon, ce site paroissial, localisé en bordure de la Loire, a été érigé en mandement dépendant du château de Tours au cours du Bas Moyen Âge. À partir de 1280, ce fief fait l'objet d'un rachat par l'abbaye de Saint-Julien.
En application de l'arrêté du 3 novembre 1802, le premier « plan par masses des cultures » de Fondettes est levé entre 1804 et 1808,. Ce plan cadastral, réalisé par technique de triangulation à l'échelle 1/500 000, concerne alors la majeure partie du territoire communal hormis une bande de terres s'étendant de la Loire jusqu'au nord du centre-bourg,. En 1813, le document cadastral napoléonien de Fondettes, en application du décret daté et voté du 15 septembre 1807 et permettant de constituer la parcellisation de son territoire, se voit établit,,,.

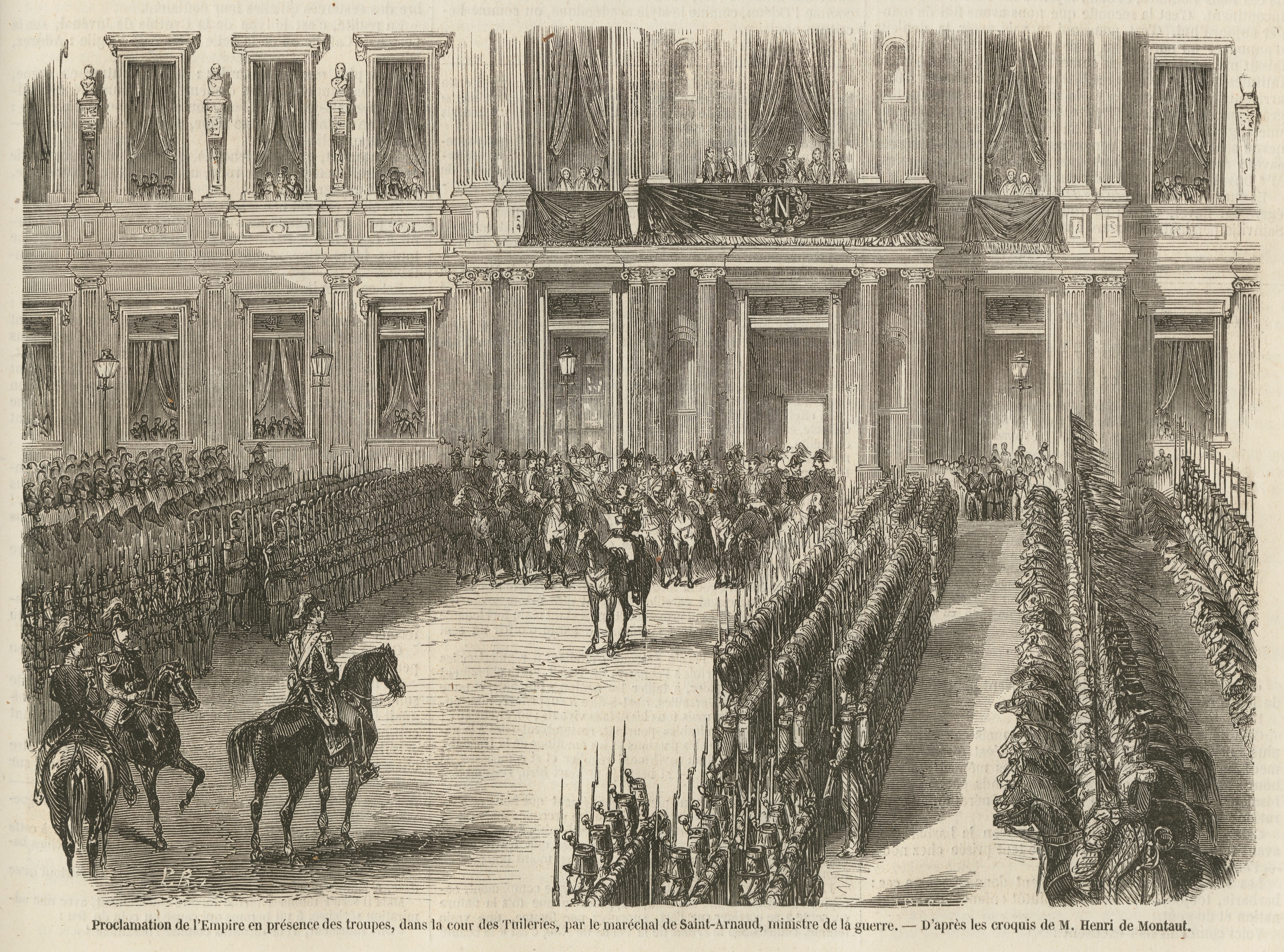
Proclamation du Second Empire, en 1852.

Lors du premier référendum de plébiscite, permettant à Napoléon III d'asseoir sa légitimité et qui fait suite à son coup d'État, en décembre 1851, l'ancien président reçoit la quasi-unanimité des 712 votants (sur 800 inscrits) de Fondettes, soit 678 voix favorables au « oui ». Lors de la réception de Napoléon III à Tours, le 15 octobre 1852, à l'instar de l'ensemble des communes d'Indre-et-Loire qui suivent le cortège du prince-empereur, les autorités de Fondettes font fabriquer une bannière brodée de l'intitulé « L. N. - Fondettes-Vallières - Reconnaissante ». Au second référendum de plébiscite, en novembre 1852, alors que la commune est rattachée au canton de Tours-nord, son peuple donne également sa quasi-approbation envers l'Empereur, soit 661 voix en faveur du « oui » sur les 670 participants au vote pour 775 inscrits. Toutefois, le conseil communal de la cité tourangelle se voit dissout et une commission municipale est dès lors mise en place. En 1871, à la fin de la guerre franco-prussienne, conflit qui provoque le terme du Second Empire, une chapelle, située dans l'enceinte du château de la Plaine, dans la partie est-sud-est de la commune, à proximité des rives de la Choisille, est soumise à un incendie. En 1882, la commune est dotée de son premier bureau télégraphique.

### XXesiècle

#### Le temps des guerres et du transport ferroviaire

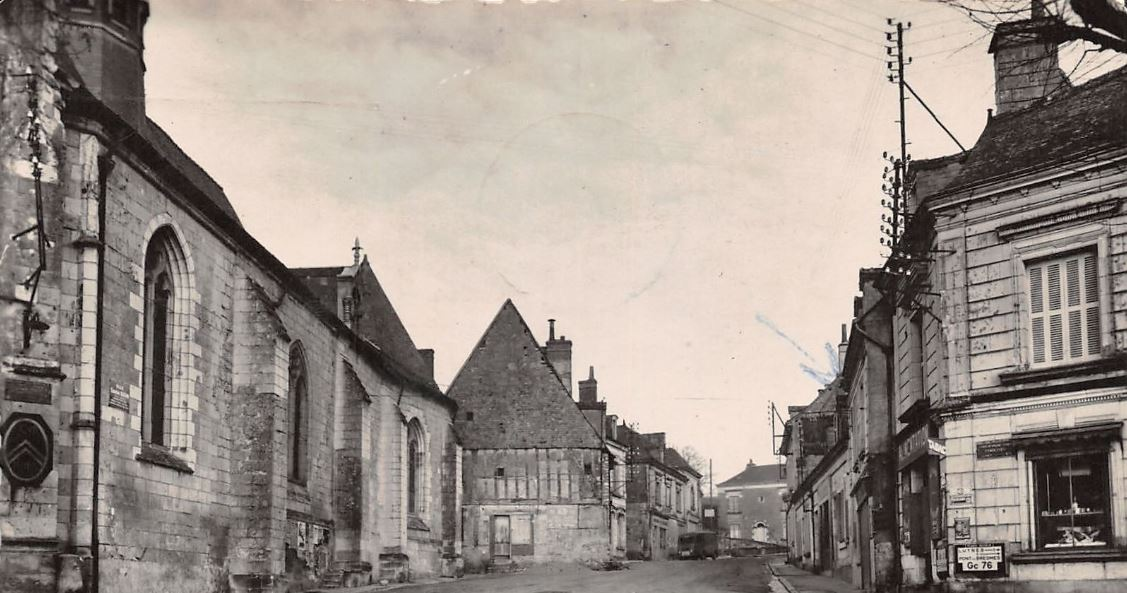
Le centre-bourg de Fondettes au début du XXe siècle.

Le 1er août 1907, la mise en place de la ligne ferroviaire secondaire reliant la station de Rillé / Hommes à celle de Fondettes, itinéraire estimé par les services départementaux de l'époque, voie ferrée d'intérêt local, arrive à son terme,. Quelques jours après, le 18 août, la gare de la ville est inaugurée. Un rapport issu des délibérations du conseil général d'Indre-et-Loire datant de 1931, montre l'incidence, au niveau local, suscitée par l'exploitation de ce tronçon. À cet effet, dans la première moitié du XXe siècle, la voie de chemin de fer Rillé-Hommes/Fondettes donne alors aux habitants de l'agglomération nord-ouest de Tours un accès direct au réseau de tramway de la capitale tourangelle.
La première Guerre mondiale, à l'instar de la totalité de la France, marque la population d'Indre-et-Loire. Ce conflit cause la mort de 74 soldats originaires de Fondettes. Une stèle commémorative, portant le titre « À la mémoire des Enfants de Fondettes 1914-1918 », a été dressée dans l'enceinte de l'église Saint-Symphorien.

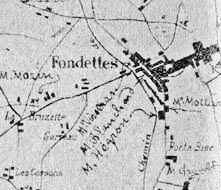
Plan de Fondettes et du château de la Plaine en 1940.

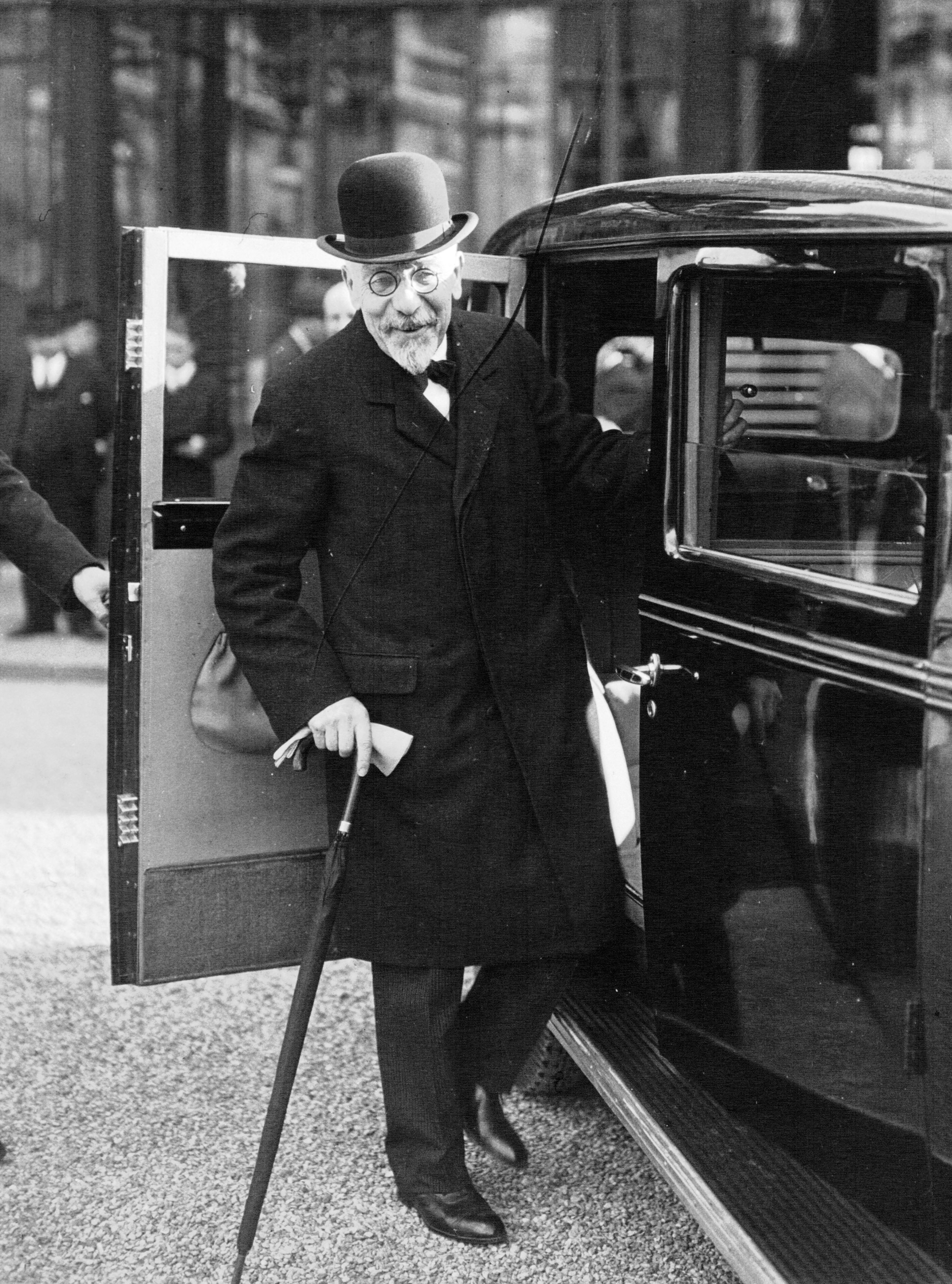
L'ancien Président du Sénat Jules Jeanneney (1864-1957).

Au cours de la Seconde Guerre mondiale, en 1940, sur décision ministérielle prise deux ans plus tôt — le 16 décembre 1938 —, le siège du Sénat est déplacée de la capitale, estimée trop périlleuse, pour venir s'établir à Tours. Les plus hauts fonctionnaires sénatoriaux, leurs secrétaires généraux, ainsi que leurs proches, dès lors rapatriés hors de la zone occupée, prennent domicile à Fondettes. Le château de la Plaine, édifice situé au sud-est du centre-bourg et propriété du banquier André Goüin, par ailleurs maire de Fondettes et conseiller général, devient ainsi, le temps de quelques jours, la résidence officielle du Président du Sénat, Jules Jeanneney, et de sa famille,. Alors que les autres membres du Sénat parviennent à Fondettes par voie ferroviaire grâce au « train parlementaire », le président de l'institution de l'époque, Jules Jeanneney s'est, quant à lui, déplacé au château de la Plaine au moyen d'un véhicule automobile. Toutefois, face à l'inexorable progression des troupes allemandes sur le territoire français, les sénateurs et leur président ne demeurent qu'un court laps de temps au sein du pied-à-terre tourangeau et prennent ainsi le départ au matin du 14 juin 1940 afin de se replier en direction de Bordeaux,.
Sous l'occupation nazie, en 1940, le château de Bel Air, ancienne résidence et closerie située au Quai de la Guignière, proche de quelques centaines de mètres de la station ferroviaire de Fondettes,, a été la « base de repli » de l'entrepreneur d'aciéries François de Wendel, alors hostile au régime de Vichy,,. Au cours de cette même période, en 1943, le château, abritant alors les archives de la famille Wendel, fait l'objet d'une réquisition par les Allemands, puis par le GMR (unité paramilitaire créée par le gouvernement de Vichy),. Ultérieurement, en juillet 1945, alors que le conseil général d'Indre-et-Loire souhaite transférer l'institut de formation de Loches vers les nouveaux locaux abritant l'école normale des instituteurs de Tours, la résidence de Bel-Air, est sujette à enquête publique menant à un rachat, puis à une expropriation de François de Wendel et ses descendants. La procédure judiciaire d'expropriation est actée par ordonnance du 10 avril 1946,,,. Toujours sous l'occupation, afin d'échapper à la gestapo, la famille de Pierre Archambault, qui était alors engagé dans la résistance, a été recueillie chez la sœur du journaliste, à Fondettes. Vers la fin de l'occupation et le début de la Libération, un soldat de la wehrmacht, fuyant les troupes alliées, est venu trouvé refuge chez des locataires du château de la Plaine qui ont accepté de le dissimuler.

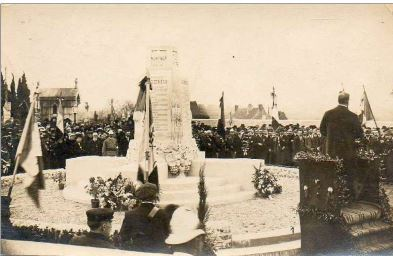
Inauguration du monument aux morts de 39-45.

Au printemps 1944, les troupes allemandes, en raison de la progression des forces alliées, se retraitent sur la rive opposée à celle de Fondettes et opèrent quelques offensives d'escarmouche. Au mois de juillet 1944, les unités aériennes de libération effectuent une première série de bombardements sur les DCA allemandes encore au sol, infligeant en même temps d'importants dégâts matériels à la capitale tourangelle et à ses abords immédiats, dont La Membrolle-sur-Choisille et Fondettes. Le 22 août 1944, le bombardement du pont ferroviaire de La Motte, occasionne l'effondrement d'une partie du coteau, l'obstruction de la route menant de Saint-Cyr-sur-Loire à Fondettes et la destruction de 140 maisons,. Bien qu'il ait été gravement endommagé durant la deuxième guerre mondiale, le pont de La Motte, construit en 1856, également connu sous le nom de pont de chemin de fer Saint-Cosme et construit en 1856, a été ultérieurement restauré,. Le mois suivant, la commune fondettoise est libérée. Le bilan de la guerre de 39-45, pour les personnes nées à Fondettes, s'élève à un total de 23 victimes civiles, déportées ou engagées. Un monument aux morts, dédié à la mémoire de ces victimes, a été érigé dans l'ancien cimetière de la commune.

#### Le temps des découvertes et des fouilles archéologiques

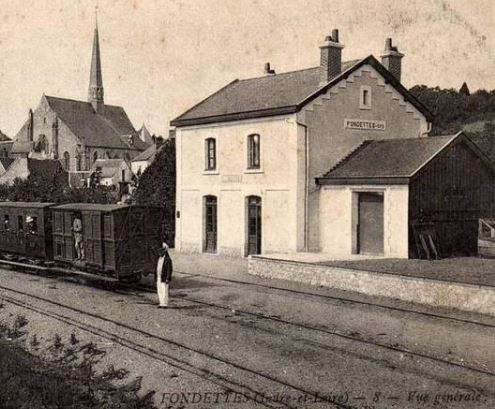
Anciennes gare et ligne CFD Indre-et-Loire de Fondettes.

En 1949, la ligne et la station ferroviaire de la commune, exploitées par la CFD Réseau d'Indre-et-Loire nord (le sigle CFD pour compagnie de chemins de fer départementaux) et qui avaient été ouvertes 42 années auparavant, font l'objet d'une fermeture,.
Au mois de mars 1956, alors qu'ils effectuaient l'aménagement d'une nouvelle route, des employés des ponts-et-chaussées ont retrouvé un important « trésor » monétaire gaulois, au lieu-dit « La Guinière », en amont de l'éperon s'élevant à l'angle de Loire et de la Choisille,. Ce dépôt monétaire, découvert fortuitement, était constitué d'approximativement 1 000 pièces gisant au fond d'un récipient brisé,. Le lot de monnaies gauloises a été ensuite remis au Cabinet des Médailles de Paris afin qu'il puisse être identifié et inventorié,.
Dans les années 1970, une série de pieux de forme quadrangulaire et agencés en palées — l'ensemble de ces rangées apparaissent régulièrement espacées —, est signalée en travers des eaux ligériennes, entre la rive bordant Fondettes et celle qui longe La Riche. Au début des années 1980, un photographe réalise un cliché aérien qui permet de mieux appréhender cet ensemble constitué de pilots en bois. Postérieurement à des fouilles archéologiques menées sur le terrain à la fin des années 1980 par le CNRAS, les éléments composant cette structure sont analysés puis identifiés au moyen d'une datation au carbone14, mais également par technique dendrochronologique. Pour les archéologues chargés de superviser la découverte, les résultats de ces études, effectuées en 1989, viennent corroborer la thèse qu'il s'agit d'un pont construit pendant l'antiquité.

## Frise chronologique
Repères chronologiques de l'histoire de Fondettes.
■ Quelques dates de l'histoire de France et de la Touraine
■ Histoire politique et religieuse de Fondettes ■ Histoire architecturale de Fondettes